# Maria Ponikowska
Maria Ponikowska (ur. 2 kwietnia 1894 w Warszawie, zm. 9 sierpnia 1969 tamże) – organizatorka ruchu naukowego organizacji i kierownictwa, dokumentalistka Polskiego Radia i organizatorka konspiracyjnej rozgłośni radiowej w Polskim Państwie Podziemnym w okresie okupacji niemieckiej.

## Życiorys
Była córką Cezarego, adwokata (1853–1944, i Eweliny z Łuczyckich (ur. 1858), siostrą Krystyny (1890–1954, zamężnej za Stanisławem Wierzbickim), Janiny (zamężnej za Januszem Zdzienickim) i Wacława (1884–1944). Była absolwentką IV Gimnazjum Realnego w Krakowie, gdzie uzyskała świadectwo dojrzałości w 1914 roku. W 1915 roku podjęła studia na Wydziale Filozoficznym (a następnie przyrodniczo-matematycznym) Uniwersytetu Warszawskiego, gdzie jako główny przedmiot wybrała matematykę. Studiowała równocześnie na Wydziale Finansowo-Ekonomicznym Szkoły Nauk Politycznych. Specjalizowała się w zakresie finansów, statystyki i matematyki ubezpieczeniowej, czego wyrazem jest jej działalność zawodowa (od 1919 roku) – między innymi w Wydziale Ekonomiczno-Statystycznym Związku Polskich Organizacji Rolniczych i w Towarzystwie Ubezpieczeń „VESTA” (od 1923).
Na szczególna uwagę zasługuje jej działalność w nowo powstałym (w 1925 roku) Instytucie Naukowym Organizacji i Kierownictwa i współpraca z jego twórcą Karolem Adamieckim.
Zajmowała tam między innymi funkcję kierowniczki Wydziału Naukowego (zob. m.in.: M.Ponikowska: Karol Adamiecki – zarys biograficzny, TNOiK, Warszawa 1949).
Pracę w strukturach Polskiego Radia podjęła na początku 1934 roku – w Biurze Studiów, pod kierunkiem Krzysztofa Eydziatowicza, awansując z upływem czasu na jego zastępcę. Brała tam udział w opracowaniach na potrzeby Rady Programowej Polskiego Radia. Na podkreślenie zasługuje jej wkład w opracowanie podstaw funkcjonowania i metodologii badania percepcji programów radiowych przez słuchaczy.
Warto też wspomnieć o jej udziale – wspólnym z inż. Ignacym Maleckim – w opracowaniu założeń (tzw. planu ideowego) mającego powstać w Warszawie nowego gmachu Polskiego Radia. Stanowiły one podstawę do rozpisania konkursu architektonicznego.
Osobnym rozdziałem jej działalności był okres kampanii wrześniowej 1939 roku i okupacji niemieckiej w latach 1939–1945 – początkowo jeszcze w strukturach Polskiego Radia, a następnie radia podziemnego. Znalazła się w grupie tych pracowników Polskiego Radia, którzy w obliczu natarcia niemieckiego nie zastosowali się do zarządzenia dyrekcji o ewakuacji z Warszawy, lecz w zmienionych, niezwykle trudnych i niebezpiecznych warunkach kontynuowali pracę na obszarze miasta. Działalność ta polegała na emisji radiowego programu II z terenu Fortu Mokotowskiego. Kierował nią dyrektor muzyczny Polskiego Radia Edmund Rudnicki. Maria Ponikowska (obok Marii Żebrowskiej i Stanisława Poraj-Koźmińskiego) znalazła się w tym okresie w gronie jego najbliższych współpracowników. Po kapitulacji miasta (stosownie do postanowień aktu kapitulacyjnego) znalazła się w zespole likwidacyjnym przekazującym władzom niemieckim rozgłośnię i inne jednostki Polskiego Radia.

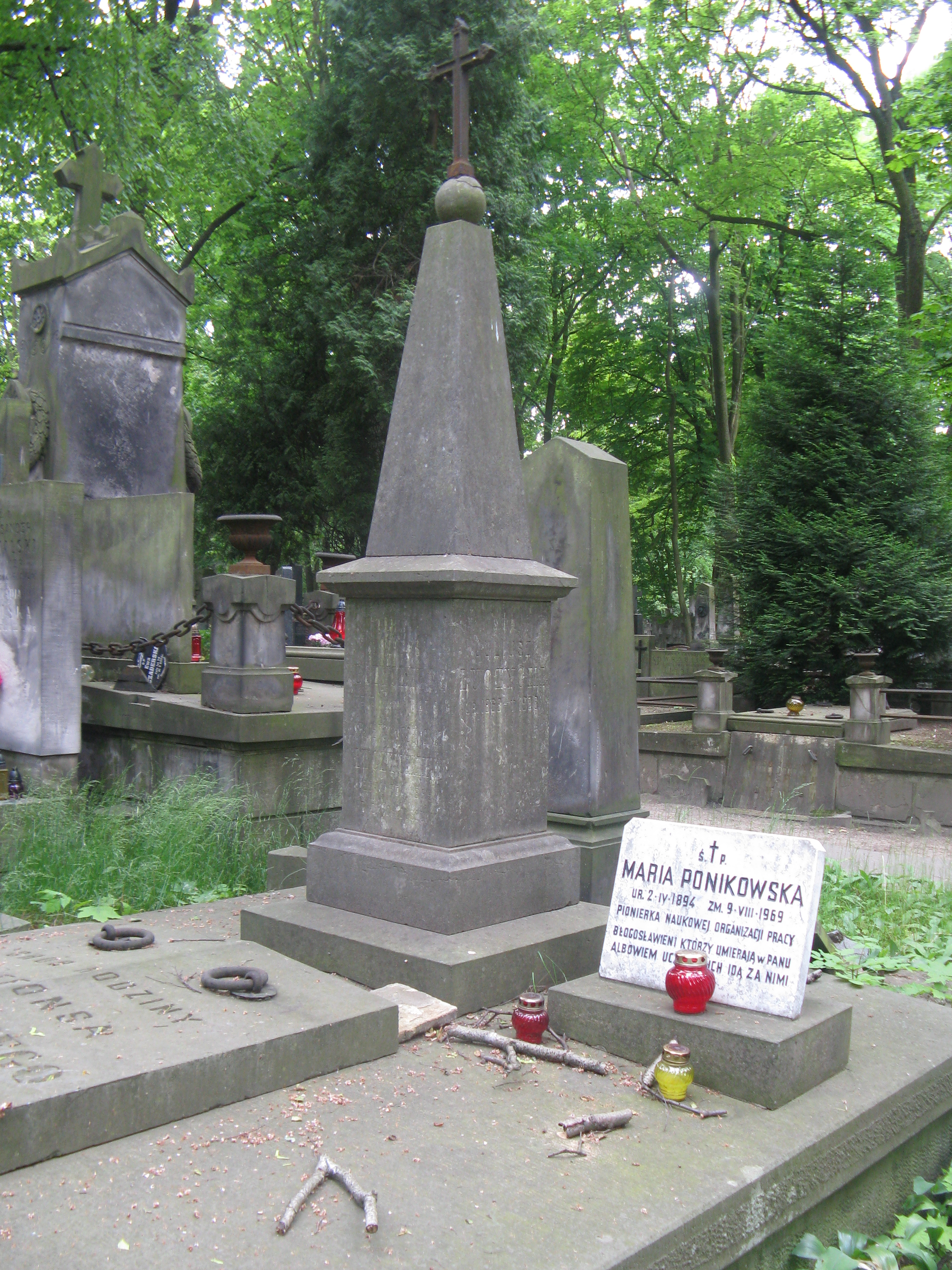
Nagrobek Marii Ponikowskiej

W okresie okupacji niemieckiej uczestniczyła (pod pseudonimem „Maria”) w strukturach konspiracyjnych powołanych do ochrony majątku Radia, wspierania dawnego personelu, zwłaszcza osób ukrywających się i prześladowanych, jak i do opracowania planów postępowania na wypadek wybuchu powstania i zakończenia wojny. Struktury te – początkowo funkcjonujące samodzielnie – od 1941 roku działały w porozumieniu ze Związkiem Walki Zbrojnej (ZWZ), a następnie od stycznia 1942 roku – z Wojskową Służbą Łączności Komendy Głównej ZWZ – Armii Krajowej, a wreszcie od połowy 1942 roku – z Delegaturą Rządu na Kraj. Warto w związku z tym przypomnieć, że nadająca podczas powstania warszawskiego 1944 roku – radiostacja powstańcza „Błyskawica”, wyemitowała 122 audycje w języku polskim i 77 audycji w języku angielskim). W kierowanej przez Edmunda Rudnickiego (ps. „Konopka”) sekcji PR („RA”) utworzonej 1 sierpnia 1942 w Departamencie Informacji i Prasy, Maria Ponikowska odpowiadała za całość spraw organizacji, dokumentacji i finansów. Kierowany przez nią zespół liczył w 1944 roku 14 osób. W ramach nadzorowanego przez nią budżetu funkcjonowały ponadto zespoły regionalne liczące łącznie 16 osób. Po upadku powstania zespół kierowany przez M.Ponikowską nie zaprzestał działalności, lecz ewakuował się do Krakowa, gdzie, choć zredukowany liczebnie, w dalszym ciągu funkcjonował.
Po zakończeniu wojny kontynuowanie działalności zespołu, w zmienionych powojennych strukturach Polskiego Radia, okazało się niemożliwe. Ponikowska zmuszona była zaangażować się do pracy w innych dziedzinach. Przechowywała jednak w warunkach domowych archiwum radia wzbogacając je o materiały, pochodzące od świadków i uczestników konspiracyjnej działalności radia z lat 1939–1945.
W drugiej połowie lat czterdziestych i w latach pięćdziesiątych podjęła w Warszawie pracę najpierw w charakterze kierowniczki wydziału finansowego Centralnego Zarządu Przemysłu Chemicznego (w latach 1945–1946), następnie w bibliotece Ambasady Stanów Zjednoczonych (w latach 1946–1948), później zaś – w Głównym Urzędzie Pracy jako szef działu dokumentacji (w latach 1949–1950), a wreszcie jako szef działu inwestycji Teatru Wielkiego Opery i Baletu (od 1 lipca 1950 do emerytury).
W życiu prywatnym – jako miłośniczka muzyki – Ponikowska była wieloletnim aktywnym członkiem Towarzystwa im. Fryderyka Chopina (pełniąc tam między innymi funkcje przewodniczącej Komisji Rewizyjnej).
Była spokrewniona ze znaną skrzypaczką Eugenią Umińską (poprzez swoją babkę Krystynę z Chojnackich Ponikowską (1827–1869) i prababkę Teresę z Umińskich Chojnacką (1796–1868) – zob.: nagrobek na Starych Powązkach w Warszawie (kwatera 30), zdjęcie z 2018 roku i widok płyty poziomej na tym samym nagrobku, zdjęcie z 2018 roku
Rodziny nie założyła. Jej grób znajduje się na cmentarzu Powązkowskim („Stare Powązki”) w Warszawie (kwatera 46-5-25/26).
Była wyróżniona między innymi Krzyżem Kawalerskim Polonia Restituta.